# 세계서지통정
세계서지통정(Universal Bibliographic Control : UBC)은 국가서지의 작성, 그것의 국제적 기준에 의한 기술 및 국가서지 작성기관의 문제, 도서관 정보자료의 국제교환을 위한 협력 등의 문제해결이 그 기본이 된다. UBC의 개념은 각 국가가 자국 내의 국가서지통제체제를 구축하는 것을 전제로 한다. 이들 각 국의 서지통제체제는 새로 출판되는 모든 출판물의 서지사항을 그 출판물의 발행과 동시에 통제되게 함으로써 국제적인 통정이 실현되도록 하는 데 목적이 있다.

## 서지통정사업의 내용
1. 납본제도를 통한 판권 보장과 서지통정을 위한 기초 자료의 입수와 제공
2. 국내외의 자료 생산에 관한 통계의 작성 및 이를 통한 현황 제시와 자료원에 관한 서지 정보 제공의 봉사

## 시스템에 소속된 기관의 임무
1. 자국에서 출판되는 전체 출판물에 대한 서지기록을 작성하고
2. 그 기록된 서지를 국가서지에 최단시일 안에 정기적으로 발표해야 하며
3. 그 기록을 표적적인 형태(card, MARC 등)로 생산 배포하여야 하며
4. 자국 이외의 국가서지 작성기관에서 서지기록을 수령하거나 자국 내에 배포하여야 하며
5. 가능한 한 자국의 소급적인 국가서지를 작성하여야 한다.

## UBC의 실현이 인류발전에 미치는 요인
1. 문화적 요인
  - UBC를 통해 인류의 문화유산을 축적, 보존, 전달하는 장으로 도서관을 활용하게 하므로 인류의 지적인 발전에 기여하게 하고, 나아가 인류발전에 공헌하게 한다.
2. 기술적인 요인
  - 분류와 편목을 통한 자료조직의 자동화와 통신시설을 이용한 신속한 정보전달은 시간적, 공간적인 제약을 초월하여 통일된 형식으로 자료를 검색하고 이용을 용이하게 한다.
3. 경제적인 요인
  - UBC를 통한 도서관간의 협력체계는 협동구입, 협동목록, 희귀본의 공동보존, 상호대차, 협동보관 등 중복으로 인한 경제적인 손실을 최소화하고, 자료의 보존과 그 이용을 최대화할 수 있게 한다.